# University of Al-Ma'mun
Al Mamoon är ett universitet i Irak.   Det ligger i distriktet Karkh och provinsen Bagdad, i den centrala delen av landet, i huvudstaden Bagdad. 